# نیروگاه گتوند
نیروگاه گتوند (واقع در سد گتوند در جنوب غربی ایران، تأسیس ۱۳۹۱)، یکی از نیروگاه‌های ایران با ظرفیت تولید ۲۰۰۰ مگاوات، که بر روی رودخانه کارون بسته شده‌است.
توان تولیدی هر کدام از واحدها ۲۵۰ مگاوات است. ۸ واحد نیروگاهی آن در سال ۱۳۹۱ وارد مدار شدند.
در سال آبی ۱۳۹۷–۱۳۹۸، سد و نیروگاه گتوند با تولید بیش از ۴ میلیون و ۹۰۰ هزار مگاوات ساعت انرژی بیشترین میزان تولید سالانه را در بین نیروگاه‌های برق‌آبی ایران داشت.